# Soumba FC
El Soumba Football Club es un equipo de fútbol de Guinea, fundado en 1970, que juega en el Segunda División de Guinea, el segundo torneo de fútbol más importante del país.

## Estadio
Su estadio es el Stade Negueya.